# 宮内ひとみ
宮内 ひとみ（みやうち ひとみ、1992年〈平成4年〉10月17日 - ）は、日本の女優。本名同じ。旧芸名、桜庭 ななみ（さくらば ななみ）。
鹿児島県出水市出身。スウィートパワー（2024年11月11日まで）を経て、フリーランス。

## 略歴
2008年、2月9日放送のテレビドラマ『栞と紙魚子の怪奇事件簿』（日本テレビ）第6話で、桜庭ななみ名義でデビュー。同年5月、同時公開の『同級生』と『体育館ベイビー』で、映画初出演。また、ミスマガジン2008グランプリに約17,000人の中から選ばれ、同年の全国高校ラグビーフットボール大会においてイメージキャラクターを務めた。
2009年、劇場アニメ『サマーウォーズ』で声優に初挑戦。10月、TBSのホームページで配信された自身出演のネットドラマをきっかけに演劇・音楽グループbump.yが結成され、メンバーとなる。
2010年、日本雑誌協会キャンペーンキャラクターに選出された。ヒロインを演じた映画『最後の忠臣蔵』では高い評価を受け、日本アカデミー賞新人俳優賞など、多数の賞を受賞する。
2012年10月17日、20歳の誕生日に記念写真集『Birth』を発売。
2014年4月、6月末にbump.yを卒業することを発表。
2019年後期放送のNHK連続テレビ小説『スカーレット』に戸田恵梨香演じるヒロイン・喜美子の妹・直子役で出演（連続テレビ小説初出演）。
2023年9月1日、かねてから交際中だった一般男性と結婚したことを所属事務所を通じて報告した。
2024年11月11日、スウィートパワーを退所・独立し、以後は本名の「宮内ひとみ」名義により個人事務所で女優業を続ける。

## 人物
- 趣味は、ピアノ、アコーディオン[10]、中国語（標準中国語）、映画鑑賞[4]。特技は中国語（中級レベル以上）[11]・韓国語（日常会話レベル）[11]・テニス・バレーボール・書道[4]。
- ドラマ『ふたつのスピカ』（NHK総合）出演時には着衣水泳のシーンを演じているが、元々カナヅチだったため、事前に特訓したとのこと[12]。
- 『東京少女』のプロデューサー・丹羽多聞アンドリウは、桜庭を「長澤まさみさんのような女優になる」と評している[13]。
- 姉[14]と弟[15]がいる。
- 性格は、先のことをクヨクヨ考えずに行動する[16]。
- 好きな人のタイプは、親を大事にしている人[17]。
- 好きな芸能人は、長渕剛、相武紗季、長澤まさみ[18]。
- 好きなアニメは、『クレヨンしんちゃん』[19]。

## 受賞歴
- 第35回報知映画賞新人賞（2010年度） - 『書道ガールズ!! わたしたちの甲子園』
- 第84回キネマ旬報ベスト・テン新人女優賞（2010年度） - 『最後の忠臣蔵』『「書道ガールズ!! わたしたちの甲子園』
- 第53回ブルーリボン賞 新人賞（2010年度） - 『最後の忠臣蔵』『書道ガールズ!! わたしたちの甲子園』
- 第20回日本映画批評家大賞 新人女優賞（2010年度） - 『最後の忠臣蔵』
- 第15回日本インターネット映画大賞 ニューフェイスブレイク賞（2010年度）-    『最後の忠臣蔵』他
- 第35回日本アカデミー賞新人俳優賞（2011年度） - 『最後の忠臣蔵』[20]
- 日経トレンディ「今年の顔2012」
- 第29回東京国際映画祭APNアワード 2016 [21]
- 第17回Asia Model Festival（韓国）「アジアスター賞海外部門」（2022年）[22]

## 作品

### 映像作品
- ミスマガジン2008 桜庭ななみ（2008年8月27日、バップ） - EAN 4988021154376。
- N・P［Nanami Power］（2010年3月26日[23] YMLP-1004、2013年11月22日[24] LPBR-1005、リバプール） - EAN 4571174016266。

## 出演
役名太字は主演作品

### 映画
- 天国のバス（2007年、若手映画作家育成プロジェクト / シネカノン）
- 同級生（2008年5月10日、エスピーオー） - 早川由紀 役
- 体育館ベイビー（2008年5月10日、エスピーオー） - 早川由紀 役
- 赤い糸（2008年12月20日、松竹） - 中川沙良 役
- 書道ガールズ!! わたしたちの甲子園（2010年5月15日、ワーナー・ブラザース映画） - 篠森香奈 役
- 最後の忠臣蔵（2010年12月18日、ワーナー・ブラザース映画） - 可音 役
- サビ男サビ女 「何が何でもハゲマしたがる女 ハゲマシガールズ」（2011年1月15日、ニューシネマワークショップ） - チハル 役
- ランウェイ☆ビート（2011年3月19日、松竹） - 塚本芽衣 役
- 天国からのエール（2011年10月1日、アスミック・エース） - 比嘉アヤ 役
- 映画 謎解きはディナーのあとで（2013年8月3日、東宝） - 藤堂凜子 役
- 人狼ゲーム（2013年10月26日、AMGエンタテインメント） - 仁科愛梨 役[25][26]
- 進撃の巨人ATTACK ON TITAN（東宝） - サシャ 役[27][28]
  - 進撃の巨人 ATTACK ON TITAN （2015年8月1日）
  - 進撃の巨人 ATTACK ON TITAN エンド オブ ザ ワールド（2015年9月19日）
- 絶壁の上のトランペット（2016年9月17日、FILM1895、オフィスティーエム） - アオイ 役[29]
- マンハント（2018年2月9日日本公開、ギャガ） - 百田里香 役[30][31][32][33]
- 焼肉ドラゴン（2018年6月22日、KADOKAWA、ファントム・フィルム） - 美花 役[34]
- かぞくいろ RAILWAYS わたしたちの出発（2018年11月30日、松竹） - 佐々木ゆり 役[35]
- 深夜怪談:真夜中に一人で「注文」（2022年、韓国映画） - 主演[注 2][36]
- 有り、触れた、未来（2023年3月10日、Atemo） - 佐々木愛実 役[37][38]
- 傲慢と善良（2024年9月27日、アスミック・エース） - 美奈子 役[39]
- 少年と犬（2025年3月20日、東宝） - 内村久子 役[40]

### テレビドラマ
- 栞と紙魚子の怪奇事件簿 第6話（2008年2月9日、日本テレビ） - 沢本冬美 役
- 東京少女 桜庭ななみ（2008年6月7日 - 28日、BS-i） - 主演[注 3]
- なでしこ隊〜少女達だけが見た“特攻隊”封印された23日間〜（2008年9月20日、フジテレビ） - 鳥濱礼子 役
- 赤い糸（2008年12月6日 - 2009年2月28日、フジテレビ） - 中川沙良 役
- ゴーストタウンの花（2009年3月20日、テレビ朝日） - 柳川しおり 役
- ふたつのスピカ（2009年6月18日 - 7月30日、NHK総合） - 鴨川アスミ 役
- 恋して悪魔〜ヴァンパイア☆ボーイ〜（2009年7月7日 - 9月8日、関西テレビ） - 高木香織 役
- 医龍 Team Medical Dragon3 第1話（2010年10月14日、フジテレビ） - 菅谷優希奈 役
- 僕とスターの99日（2011年10月23日 - 12月25日、フジテレビ） - 並木桃 役
- 妄想捜査〜桑潟幸一准教授のスタイリッシュな生活（2012年1月22日 - 3月18日、テレビ朝日） - 神野仁美 役
- 私と彼とおしゃべりクルマ（2012年9月22日 - 29日、フジテレビ） - 近野遥香 役
- リセット〜本当のしあわせの見つけ方〜（2012年9月30日、毎日放送） - 黒川薫（高校時代） 役
- ハイスクール歌劇団☆男組（2012年10月6日、CBCテレビ） - 早瀬まどか 役
- スイーツ!〜嗚呼、甘き青春よ〜（2012年12月7日、NHK総合、福岡放送局制作） - 権堂果歩 役
- THE LAST HOPE（2013年1月15日 - 3月26日、フジテレビ） - 時田真希 役
- 必殺仕事人2013（2013年2月17日、朝日放送テレビ / テレビ朝日） - 志乃 役
- リミット（2013年7月12日 - 9月27日、テレビ東京） - 今野水希 役[41]
- 二十四の瞳（2013年8月4日、テレビ朝日） - 片桐コトエ 役
- ミス・パイロット（2013年10月15日 - 12月24日、フジテレビ） - 阿倍野すず 役
- サイレント・プア（2014年4月8日 - 6月3日、NHK総合） - 三輪まなか 役
- 風の峠〜銀漢の賦〜（2015年1月15日 - 2月19日、NHK総合） - 蕗 役[42]
- 新ナニワ金融道（2015年1月24日、フジテレビ） - 雨宮利加子 役[43]
- 果し合い（2015年10月31日、時代劇専門チャンネル×BSスカパー!） - 美也 役[44][45]
- 青春の名曲ストーリー「赤いスイートピー」（2016年3月12日、BSジャパン） - 鈴木早織 役[46]
- コントレール〜罪と恋〜（2016年4月15日 - 6月10日、NHK総合） - 篠崎圭子 役[47]
- 戀愛沙塵暴 第5話・第6話（2016年9月16日・23日、台湾電視台 / 八大電視 / 台湾公視） - ゲスト主役・奈奈 役[48]
- 福岡恋愛白書12 〜センセイとワタシ〜（2017年3月24日、九州朝日放送） - 吉瀬瑞季 役[49]
- 大河ドラマ 西郷どん[注 4]（2018年1月14日 - 3月11日・25日・4月8日・22日・5月6日・13日・7月15日・8月5日・19日・9月2日・16日・10月14日 - 11月11日・12月2日 - 16日、NHK総合） - 市来琴 役[50]
- NO MOVIE, NO LIFE! 第一幕、終幕（2018年2月4日、2月10日、WOWOW） - 野村麻里奈 役[51]
- 東京二十三区女 第3話「豊島区の女」（2019年4月12日、WOWOW）[52]
- 小説王（2019年4月22日 - 7月1日、フジテレビ） - ヒロイン・佐倉晴子 役 [53]
- 連続テレビ小説 スカーレット（2019年9月30日 - 2020年3月28日、NHK総合） - 川原直子 役[54]
- ホーム・ノット・アローン（2020年5月18日 - 5月22日、NHK総合[注 5]） - 田中くみ子 役[55]
- 13（2020年8月1日[注 6] - 22日、東海テレビ / フジテレビ） - 相川百合亜 役[59][60]
- ドクターY〜外科医・加地秀樹〜（2020年10月4日、テレビ朝日） - ヒロイン・三葉真帆 役[61]
- 池波正太郎原作 上意討ち（2020年12月5日、BS-TBS） - お妙 役[62]
- ドリームチーム（2021年1月22日 - 3月12日、NHK総合） - 三代澤茜 役[63]
- 逃亡医F（2022年1月15日 - 3月19日、日本テレビ） - 八神妙子 役[64]
- ダブル（2022年6月4日 - 8月6日、WOWOW） - ヒロイン・冷田一恵 役[65]
- 善人長屋 第6話（2022年8月12日、NHK BSプレミアム・BS4K） - お佳代 役[66]
- 全力で、愛していいかな?（2023年2月4日 - 3月25日、テレビ東京 他） - 篁千世 役[67]
- ガラパゴス（2023年2月6日・13日、NHK BSプレミアム・BS4K） - ヒロイン・木幡祐子 役[68] [69] [70]
- 島根マルチバース伝（2024年3月1日、NHK総合、松江放送局制作） - 門脇ひかり 役[71]
- 白暮のクロニクル  第1話・第2話（2024年3月1日・8日、WOWOW） - 鳴宮涼子 役[72]
- 相続探偵 第2話（2025年2月1日、日本テレビ） - 島村紗流 役[73]
- 交渉の技術 第5話・第6話（2025年3月22日・23日、JTBC） - ヒロセハルカ 役[74]
- DOCTOR PRICE 第1話（2025年7月6日、読売テレビ・日本テレビ） - 新井夏希 役[75]

### 短編映画
- 「CINEMA FIGHTERS」〜SWAN SONG〜（2017年6月1日、2018年1月26日-） - ウミ 役（岩田剛典とW主演）[76]

### 劇場アニメ
- サマーウォーズ（2009年8月1日、ワーナー・ブラザース映画） - 篠原夏希 役 [77]
- ドットハック セカイの向こうに（2012年1月21日、アスミック・エース） - 有城そら 役[78][79]

### 吹き替え
- 超能力ファミリー サンダーマン（2014年 - 2019年、NHK Eテレ） - フィービー・サンダーマン 役[80]〈キーラ・コサリン〉
  - シーズン1 2014年10月1日 - 2015年2月11日
  - シーズン2 2015年9月16日 - 2016年2月10日
  - シーズン3 2017年11月29日 - 2018年6月1日
  - シーズン4 2019年4月26日 - 2019年12月13日

### バラエティ
- 開運音楽堂（2008年10月4日 - 2009年10月31日・2013年1月12日、TBSテレビ） - アシスタント
- 水バラ ローカル路線バス乗り継ぎ対決旅 陣取り合戦 第10弾（2023年2月22日、テレビ東京） - 太川チーム

### ドキュメンタリー
- 森の賢者 海の哲人〜高校生が出逢った魔法のことば〜（2013年1月3日、NHK Eテレ） - ナビゲーター
- ノンフィクションW 「人形アニメーションの父・持永只仁の約束 〜未完のシナリオが繋ぐ日本と中国〜」 （2015年8月1日、WOWOW） - ナレーション[81]
- 心の絆！旅立ちスペシャル2017〜エール！輝く君の明日のために〜（2017年3月25日、BS日テレ） - ナレーション
- 桜庭ななみの台湾ときめき旅（2017年7月2日、BS日テレ）
- 陶器に恋するしがらき焼き物紀行（2019年12月15日、NHK総合）
- スポーツ×ヒューマン 泣き笑いのビッグスローやり投げ・北口榛花（2022年7月4日、NHK BS1）

### ラジオ
- SCHOOL OF LOCK! 「GIRLS LOCKS!」（2009年6月8日 - 2010年12月16日、TOKYO FM） - 毎月第2週目担当パーソナリティ
- FMシアター 「私は、スーパーキューピッド」（2020年11月7日、NHK-FM） - 中野綾 役[82][83]
- FMシアター 「私の人生は喜ばれない」（2022年1月29日、NHK-FM） - 松沢コトミ 役[84]
- 青春アドベンチャー 「うるはしみにくし あなたのともだち」（2023年1月23日 - 2月3日、NHK-FM） - 小谷舞香 役[85]

### CM
- 江崎グリコ ポッキー「赤い糸×ポッキー」第1篇 メール編（2008年12月）[86]
- softbank ホワイト学割with家族（2009年2月 - 9月）
- サントリーフーズ なっちゃん（2010年2月 - 2011年2月） - 6代目なっちゃん
- ロッテ
  - ガーナミルクチョコレート「母の日ガーナ」（2010年）
  - パイの実（2011年7月 - 2012年2月）
- ゆうちょ銀行 「日本全国、ゆうちょ家族。」（2010年8月 - 2013年7月） - 緑川ななみ
- 三菱地所 「三菱地所を、見に行こう。」（2010年9月 - 2018年）[注 7]
- ローソン「40周年『宣言編』」ほか（2015年6月 - 12月）
- 出水酒造 （2016年4月 - )[87][88]

### PR
- 春の全国火災予防運動ポスター（2010年）
- 社団法人日本雑誌協会 「雑誌愛読月間」イメージキャラクター（2010年）
- 消防試験研究センター 広報ポスター（2011年）
- 中央労働災害防止協会 年間標語ポスター（2011年）
- 警視庁「2つの110番」広報ポスター（2012年）
- 一日通信指令本部長（2012年1月10日、警視庁）[89]
- 鹿児島県知事選挙啓発キャラクター（2012年）
- 朝日新聞 広告特集 「春は新しい一歩を踏み出す季節」（2011年4月1日付夕刊）
- NHK 春の新生活応援!（2013年）
- 建設業年末年始労働災害防止強調期間ポスター (2013年）
- マイム 袴・振袖イメージキャラクター（2014年）[90]
- 日本司法書士会連合会 広報ポスター（2014年）[91]
- ノエビア ノエビア99プラスイメージキャラクター（2014年）[92]
- 渋谷警察署 一日警察署長（2015年5月10日、警視庁）[93][94]
- 警視庁 テロ防止啓発ポスター（2017年1月 - 12月）[95]
- かごしま明治維新博 PR大使（2018年1月7日 - 2019年3月31日）[96][97]

### PV
- FUNKY MONKEY BABYS 「ランウェイ☆ビート」（2011年3月16日）
- EXO「For Life」（2016年12月19日）[98]

### ゲーム
- ザックとオンブラ まぼろしの遊園地（2010年10月28日、KONAMI） - ポリー 役
- .hack//Versus（2012年6月28日、バンダイナムコゲームス） - そら 役
- 龍が如く 維新!（2014年2月22日、セガ） - おりょう 役[99]
- 春ゆきてレトロチカ（2022年5月12日、スクウェア・エニックス） - 河々見はるか 役（平岡祐太とW主演）[100] / 四十間佳乃 役 / 伊夜 役

### インターネット配信
- NHK華語視界 18:00 → 《聊天室》（2019年1月15日 - 2020年3月17日） - 進行役[101]
- ANA教養講座「【鹿児島】薩摩の偉人」（2024年4月）[102]

### イベントなど
- 神戸コレクション 2011 S/S（2011年2月26日、神戸ワールド記念ホール）[103]

### その他
- 朗読オーディオブック『ボクと7通の手紙』（2015年3月22日、e-Spirit Books） - 朗読[104]

## 書籍

### 写真集
- N・P[注 8]（2009年9月10日、講談社、撮影：木村晴）ISBN 978-4-06-364794-5[105]
- 階段 N↑UP（2011年1月21日、講談社、撮影：木村晴）ISBN 978-4-06-364850-8
- Birth（2012年10月17日、ワニブックス、撮影：佐藤佑一）ISBN 978-4-8470-4497-7

オムニバス写真集
- B.L.T. U-17 Vol.9 Sizzleful Girl 2009 winter（2009年2月5日、東京ニュース通信社）ISBN 978-4863360402
- B.L.T. U-17 Vol.10 Sizzleful Girl 2009 spring（2009年5月8日、東京ニュース通信社）ISBN 978-4863360532
- B.L.T. U-17 Vol.13 Sizzleful Girl 2009 winter（2010年2月5日、東京ニュース通信社）ISBN 978-4863360815
- B.L.T. U-17 Vol.15 Sizzleful Girl 2010 summer（2010年8月5日、東京ニュース通信社）ISBN 978-4863361034
- B.L.T. B.L.T. MOVIE GIRLS Vol.1（2010年3月31日、東京ニュース通信社）ISBN 978-4863360860
- フォトカードマガジン PHOTORE vol.2 桜庭ななみ（2010年8月11日、東京ニュース通信社）ISBN 978-4863361065
- B.L.T TOKYO Route 773 て・く・て・く・な・な・み（2009年9月24日 - 2010年9月24日、東京ニュース通信社）[106][107]

### フォトブック
- ななみ Flowering（2020年6月5日、講談社）ISBN 978-4-06-515620-9[108]